# Уилям Пети
Сър Уилям Петѝ е английски учен, икономист и философ.
Полага основите на Трудовата теория за стойността (ТТС) и въвежда нов метод на икономически анализ. Повлиян е от материалистичната философия на Бейкън, Хобс и Лок. Уилям Пети, граф Шелбърн, министър-председател на Великобритания по времето на Джордж III, е негов правнук.

## Възгледите на Пети

### За стойността
Различава естествена и политическа цена, които по същество са стойността и пазарната цена съответно.
Ако стоките са {\displaystyle \pi _{1}} и {\displaystyle \pi _{2}}, то {\displaystyle V_{\pi _{1}}=V_{\pi _{2}}}, т.е. това са естествените цени (natural values), а {\displaystyle P_{\pi _{1}}=P_{\pi _{2}}} са политическите цени, като политическата варира около естествената: {\displaystyle \textstyle {P_{\pi _{1}}\in [P_{0},P_{1},.....,V_{\pi _{1}},.....,P_{n-1},P_{n}]}}.

### За парите
За количеството на парите в обращение се дава следната зависимост:

{\displaystyle \textstyle {Q_{m}={\frac {\sum _{i=1}^{n}P_{i}}{V_{m}}}},}
 където {\displaystyle Q_{m}} е количеството на парите, {\displaystyle i} е броят на стоките и се изменя до {\displaystyle n}, т.е. {\displaystyle i=1,.....,n}, {\displaystyle P} е съответната цена на всяка от тях и {\displaystyle V_{m}} е броят (оборот, velocity) на паричните обращения.

## Произведения
- „Трактат върху таксите и данъците“
- „Политическа анатомия на Ирландия“
- „Опит върху политическа аритметика“
- „Нещо за парите“